# Neprobylice
Neprobylice (en allemand : Neprobilitz) est une commune du district de Kladno, dans la région de Bohême-Centrale, en Tchéquie. Sa population s'élevait à 161 habitants en 2020.

## Géographie
Neprobylice se trouve à 6 km au nord-ouest de Slaný, à 15 km au nord-nord-ouest de Kladno et à 36 km au nord-ouest de Prague.
La commune est limitée par Klobuky au nord, par Dřínov et Královice à l'est, par Slaný au sud, et par Kutrovice et Třebíz à l'ouest.

## Histoire
La première mention écrite de la localité date de 1316.